# Paragomphus capricornis
Paragomphus capricornis – gatunek ważki z rodziny gadziogłówkowatych (Gomphidae). Występuje od stanu Arunachal Pradesh w północno-wschodnich Indiach po prowincję Fujian w południowo-wschodnich Chinach, a na południu po Singapur. Za synonim P. capricornis został uznany takson P. simplex z Sumatry.